# Joan Baptista Marià Picornell i Gomila
Joan Baptista Marià Picornell i Gomila (Palma, Mallorca 1759 - San Fernando de Nuevitas, Cuba 1825) fou un pedagog i polític mallorquí. Es graduà en magisteri a la Universitat de Salamanca on fou company de l'abat José Marchena, i es dedicà a l'ensenyament a Madrid, on fundà una escola de primeres lletres i publicà uns quants tractats pedagògics. Va formar part de la Sociedad Económica de Amigos del País de Madrid, i potser va ser francmaçó. Va presentar al comte de Floridablanca una memòria, influïda per Pestalozzi, on defensava la implantació d'un ensenyament estatal unificat, que havia de posar més èmfasi en la formació política dels alumnes per tal que coneguessin els seus drets i deures. Sembla que l'escàs interès de les autoritats pel seu projecte li va provocar una gran frustració que l'empentà a fer conspiracions.
El 1795 fou un dels instigadors de la Conspiració de San Blas de 1795 amb Manuel Cortés, Sebastián Andrés i José Lax, raó per la qual fou desterrat a La Guaira (Estat de Vargas, Veneçuela). Allí conegué Manuel Gual i José María España, amb els quals planejà l'aixecament que pretenia constituir Veneçuela en república independent, i al conspirador català Josep Russinyol. Descoberta la conspiració, el 1797 aconseguí d'escapar i passà a les Antilles, on predicà les seves idees revolucionàries i traduí al castellà la Declaració dels Drets de l'Home i del Ciutadà el 1798.
Més tard col·laborà en la insurrecció de Francisco Miranda, i marxà a Nova York i el 1805 a França, on es graduà en medicina. El 1811 tornà a Veneçuela, on Miranda el va fer intendent de la policia de Caracas, però en fracassar la revolta el 1812 s'exilià a Nova York, on va fer de metge. Sobtadament, el 1815 va obtenir el perdó de Ferran VII i treballà al consolat espanyol de Nova Orleans i després a Cuba, on va morir.

## Obres
- Discurso sobre los mejores medios para excitar y fomentar el patriotismo en una monarquía (1790)
- Discurso preliminar dirigido a los americanos (1797)
- La canción americana (1797)